# Сан Ђорђо (Казерта)
Сан Ђорђо (итал. San Giorgio) је насеље у Италији у округу Казерта, региону Кампанија.
Према процени из 2011. у насељу је живело 1496 становника. Насеље се налази на надморској висини од 110 м.